# お茶の間寄席
『お茶の間寄席』（おちゃのまよせ）は、1966年5月23日から1969年9月30日、および1974年4月7日から同年6月30日までフジテレビ系列局で放送されていたフジテレビ製作の演芸番組である。

## 概要
ザ・ドリフターズ、ナンセンストリオ、桂米丸、ミュージカルぼーいず、晴乃チック・タック、漫画トリオなどのお笑い芸人たちが連日出演していた帯番組。司会は、放送開始から2年間は東京ぼん太が務めていた。ぼん太の降板後には獅子てんや・瀬戸わんやが務めていたが、それからすぐに横山やすし・西川きよしと交代した。
第1期の終了から4年半後、番組は週に1回放送の30分番組になって復活した。復活するにあたって再度東京ぼん太を司会に起用したが、番組はわずか3か月で終了した。

## 放送時間
いずれも日本標準時。

### 第1期
- 月曜 - 金曜 21:45 - 22:00 （1966年5月23日 - 1969年3月31日）
- 月曜 - 土曜 19:45 - 20:00 （1969年4月1日 - 1969年9月30日） - 土曜の放送が復活した『スター千一夜』の直後の時間帯へ移動。それに伴い、本番組も月曜 - 土曜の放送に拡大した。

### 第2期
- 日曜 22:30 - 23:00 （1974年4月7日 - 1974年6月30日）

## 司会
- 東京ぼん太（1966年5月 - 1968年6月）
- 獅子てんや・瀬戸わんや（1968年7月 - 1968年12月）
- 横山やすし・西川きよし（1969年1月 - 1969年9月）

この他、毎回冒頭にタイトルとスポンサーが書かれたボードの上に登場するマペット（声：堀絢子）がいた。

## 提供
月曜 - 金曜時代は、初期はミツワ石鹸の一社提供で放送し、後にニッカウヰスキーが加わって2社提供、月曜 - 土曜の放送に拡大してからは、三洋電機とハウス食品工業（現・ハウス食品）の2社を加えての4社提供で放送されていたが、ハウスのみ提供が無い日もあった。